# Zawijat Kunta
Zawijat Kunta – miasto w Algierii, w prowincji Adrar.